# Barrio Puerto (Puerto Montt)
El Barrio Puerto es un barrio típico de la ciudad chilena de Puerto Montt. Creado en 1886, se caracteriza por su arquitectura típica que mezcla técnicas chilotas con aportes de inmigrantes alemanes. En 2019 fue declarado Monumento Nacional en la categoría «Zona Típica», en por su importancia histórica y arquitectónica.

## Historia
Los orígenes del barrio se remontan al año 1886, cuando el ingeniero Víctor Bordalí realizó la parcelación del territorio para entregar terrenos a los colonos migrantes. Para ello, diseñó un barrio y un paseo mirador en el cerro Miramar, lugar en que se instaló una quinta de recreo y un paseo público. Posteriormente, en 1909, se inició el trazado de vías, con la construcción de calle Miraflores por el costado noroeste del cerro, con el fin de mejorar la conectividad entre el centro y el sector de Angelmó. Otro hito fue la inauguración del puerto en 1934, lo que acentuaría la llegada al sector de familias chilotas —ligadas a la navegación— y de comerciantes alemanes, que permitieron consolidar la identidad cultural del barrio.
En la década de 2010, la destrucción de casas patrimoniales motivó a vecinos de la ciudad y a la municipalidad proteger las construcciones típicas del sector. Entre los años 2015 y 2017, con recursos del Ministerio de Vivienda, se construyeron tres miradores —en calles Miramar, Augusto Trautmann y Chiloé—, dos paseos —en calles Linares y Pudeto— y una plazoleta (en la esquina de Colo Colo con Wolleter). En marzo de 2017, en tanto, se ingresó el expediente al Consejo de Monumentos Nacionales para lograr la declaratoria de Zona Típica, la que finalmente se consiguió en octubre de 2018.

## Características
La morfología del Barrio Puerto se debe a sus accidentes geográficos, como el cerro Miramar hacia el oriente, las diferencias de nivel sobre los 100 m s. n. m. hacia el poniente, valles y la vegetación que ocupa amplias laderas.
Además se distingue por su arquitectura en madera —basada en madera nativa de alerce y adaptada a las condiciones climáticas de la zona— con influencias en el diseño tradicional del sur, resultado del sincretismo entre técnicas originarias de Chiloé y los aportes de los colonizadores alemanes.
El barrio también cuenta con elementos de sincretismo cultural identificados en costumbres, tradiciones, gastronomía, técnicas constructivas, además de estilos arquitectónicos, conocimientos hortícolas y marítimos, oficios tradicionales (como tornero, hojalatero y costurero) y manifestaciones religiosas como la fiesta de San Pedro. Por lo mismo, el sector ha sido tema y referencia para artistas visuales como Manuel Maldonado, conocido como «Manoly», Arturo Pacheco Altamirano, José Cárcamo y Lorenzo Stuardo.

## Zona típica
En 2019 el Ministerio de las Culturas designó un polígono de 19,63 hectáreas del Barrio Puerto como Zona Típica y Pintoresca. El área protegida incluye todas las construcciones dentro de los ejes Miraflores, Miramar, Independencia y Schwerter, Chorrillos y Ecuador desde Constitución hasta calle Independencia, y la vereda poniente de avenidas Diego Portales y Angelmó, entre Salvador Allende y calle Schwerter (excepto por el tramo entre la Base Naval de la Quinta Zona Naval y el Edificio Costanera). Entre los lugares o hitos que se encuentran dentro de la zona típica están la plaza Camahueto, el Pueblito Melipulli, el mirador Miramar, la Escuela de Cultura, la Escuela N.º 7 Árabe Siria y la Parroquia San Pedro de Angelmó.

### Monumentos públicos
- El Camahueto. Lancha de tipo chilota, ubicada frente al terminal de buses y que se encuentra en la plazoleta del mismo nombre. Esta estructura fue remodelada por la Armada de Chile el año 2014 y es un punto de referencia para los puertomontinos, en la entrada al barrio Puerto desde el centro.